# Tour Għallis
La Tour Għallis (en maltais : Torri tal-Għallis), connue à l'origine sous le nom de Torre delle Saline, est une des tours côtières de Malte située à Salina près de la ville de In-Naxxar, à Malte. Elle a été achevée en 1658 et fait partie du réseau des Tours de De Redin (en) construites entre 1658 et 1659.

## Historique
La tour Għallis a été construite en 1658 sur la côte est de la pointe Għallis et commande l'entrée de la baie de Salina avec la Tour de Qawra (en), l'une des Tours de Lascaris (en), à l'emplacement, ou à proximité d'un ancien poste de garde médiéval.
Au cours de la colonisation britannique de Malte, la tour a été modifiée en installant une porte au niveau du sol et en insérant des dalles de toit.
Le 16 juillet 1955, Toninu Aquilina, 35 ans, est retrouvé mort dans le puits de la tour. La police a conclu à un meurtre.

## Aujourd'hui
Dans les années 1990, la tour Għallis était en mauvais état, certaines parties de son extérieur étant recouvertes de plâtre et de ciment, et de nombreuses mauvaises herbes poussant autour d'elle. L'intérieur était également endommagé à cause de la suie provenant des nombreux incendies à l'intérieur de la tour.
Din l-Art Ħelwa a restauré la tour entre 1995 et 1996 et de nombreuses pierres ont dû être remplacées. Aujourd'hui, il est toujours sous le contrôle de Din l-Art Ħelwa et est en bon état. Il est ouvert au public sur rendez-vous.
En 2015, un système d'éclairage à LED a été installé. Puisque la tour est hors du réseau électrique de Malte, l'énergie a été fournie par des panneaux solaires installés sur le toit.

## Architecture
Elle est construite selon le modèle des Tours de De Redin (en), ayant un plan carré avec deux étages et une tourelle sur le toit. La paroi externe est constituée de calcaire corallien résistant aux intempéries, tandis que la paroi interne est constituée d'un autre type de calcaire. Il y avait à l'origine une garnison composée d'un bombardier et de trois artilleurs, qui manœuvraient un canon de fer de trois livres.